# Narcís Comadira
Narcís Comadira i Moragriega (Gerona, 1942) es un poeta y pintor español. Además, se le puede considerar dramaturgo, traductor, periodista y crítico literario. Su poética es de factura más bien clásica, de temática contemplativa y un punto de vista a veces irónico. Es miembro de la Real Academia de Bellas Artes de Sant Jordi. En su obra es frecuente la aparición de temas homoeróticos.

## Obra
| - 1966 La febre freda (dentro de 5 poetes de Girona) - 1969 Papers privatsMolt coneguda - 1970 Amich de plor - 1974 Un passeig pels bulevards ardents - 1976 El verd jardí - 1976 Desdesig - 1976 Les ciutats - 1978 Terra natal - 1980 Àlbum de família - 1981 La llibertat i el terror - 1984 Rèquiem - 1985 Enigma - 1990 En quarantena - 1995 Usdefruit - 1998 Poemes - 1999 Recull de poemes i serigrafies - 2000 Lírica lleugera - 2002 L'art de la fuga - 2003 Formes de l'ombra. Poesies 1966 - 2002 - 2007 Llast - 2003 El sol es pon | - 1989 Girona: Matèria i memòria - 1990 Gerona - 1998 Girona: retrat sentimental d'una ciutat - 1992 La vida perdudable: un dinar. Neva: un te - 1996 L'hora dels adéus - 1997 El dia dels morts. Un oratori per a Josep Pla. - 1977 Guia de l'arquitectura dels segles XIX i XX a la província de Girona (con Joan Tarrús) - 1996 Rafael Masó, arquitecte noucentista (con Joan Tarrús) - 1998 Sense escut - 1999 Joaquim Sunyer: la construcción de una mirada - 2001 L'any litúrgic com a obra d'art total - 2002 L'ànima dels poetes - 2003 Jacint Verdaguer, poeta i prevere (obra conjunta con otros autores) - 2005 La paraula figurada: la presència del llibre a les col·leccions del MNAC (obra conjunta con otros autores) - 2006 Forma i prejudici: papers del noucentisme |

## Premios
- 1986 Premio Crítica Serra d'Or de Literatura y Ensayo por Enigma
- 1990 Premio de la Crítica de poesía catalana por En quarantena
- 1992 Premio Lletra d'Or por En quarantena
- 1992 Premi Crítica Serra d'Or de Teatro por La vida perdurable

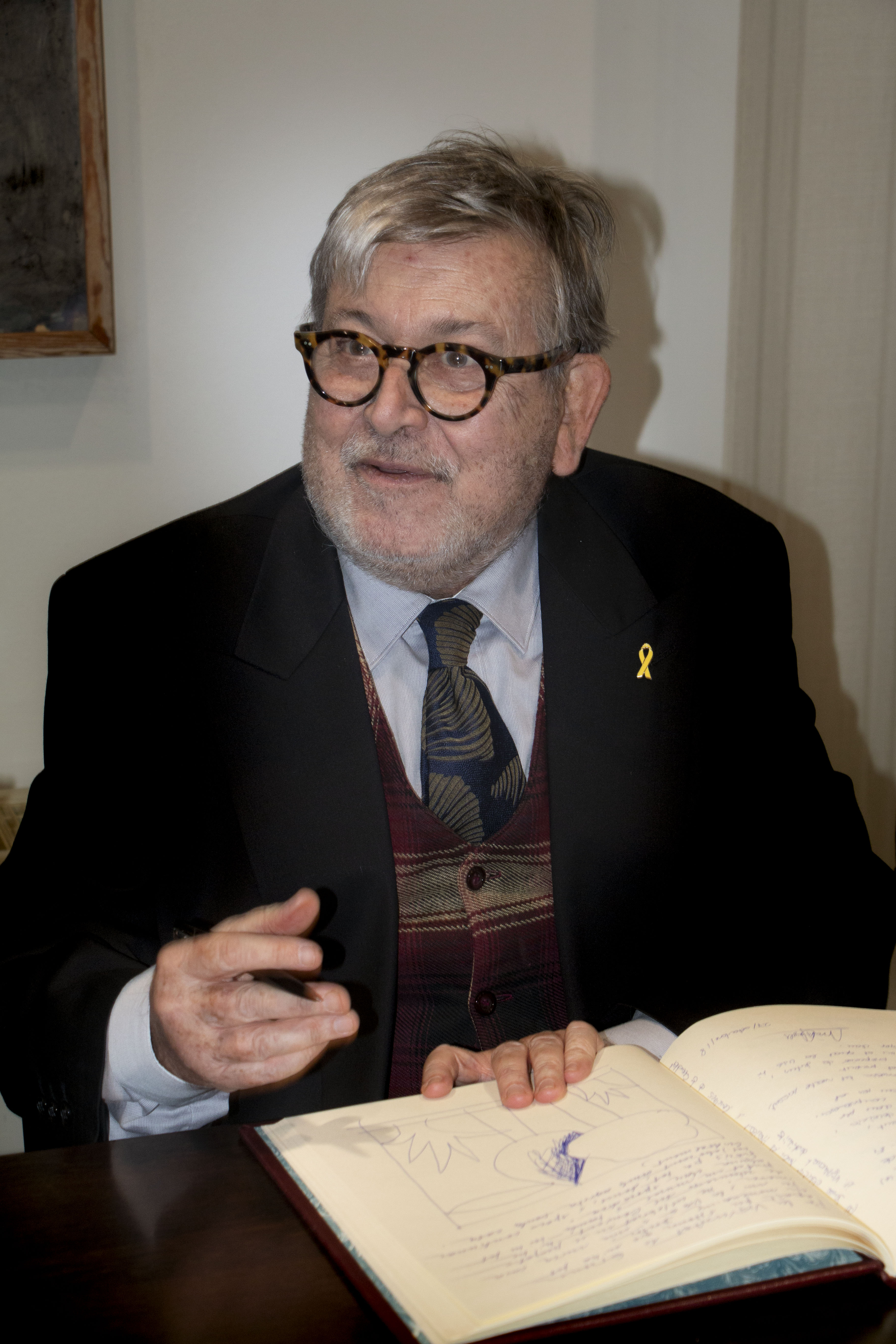
Doctor honoris causa